# 까치기러기

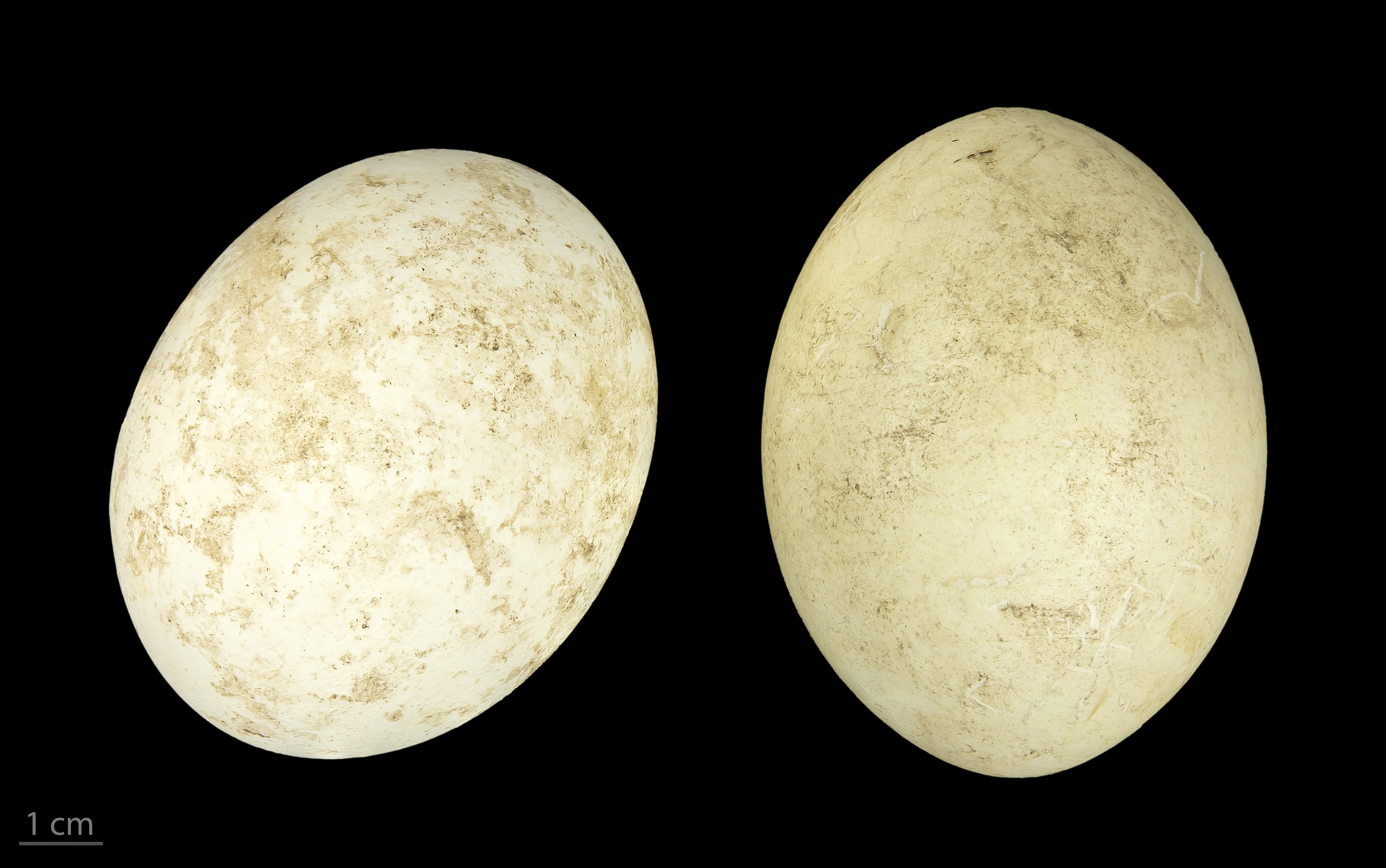
Anseranas semipalmata

까치기러기(Anseranas semipalmata)는 기러기목의 새로 까치기러기과의 단일종이다.
오스트레일리아 북부와 뉴기니섬 남부에서 서식한다.